# Isabel de Austria (1887-1973)
La archiduquesa Isabel de Austria-Teschen (Presburgo, 17 de noviembre de 1887-La Tour-de-Peilz, 6 de diciembre de 1973) fue una princesa y enfermera, miembro de la casa reinante del Imperio austrohúngaro.

## Biografía
Fue hija del archiduque Federico de Austria (desde 1895, duque de Teschen) y su esposa la princesa Isabel de Cröy. Fue la séptima de sus nueve vástagos y una de sus ocho hijas. Fueron sus hermanos:
- María Cristina (1879-1962), casada con Manuel de Salm-Salm.
- María Ana (1882-1940), casada con Elías de Borbón-Parma.
- María Enriqueta (1883-1956), casada con Godofredo de Hohenlohe-Waldenburg-Schillingfurst.
- Natalia María (1884-1898), murió joven.
- Estefanía María Isabel (1886-1890), murió en la infancia.
- Gabriela María Teresa (1887-1954), murió soltera.
- María Alicia (1893-1962), casada con Federico de Bassenheim.
- Francisco Alberto (1897-1955), duque de Teschen. Casado morganáticamente dos veces.

Fue educada junto a sus hermanas en una formación de corte militarista en las residencias familiares como el castillo de Haltburn. En su juventud tuvo una gran afición a la hípica, siendo conocida por sus dotes como amazona.
El 10 de febrero de 1912 contrajo matrimonio con su primo el príncipe Jorge de Baviera, nieto de Francisco José I de Austria. El enlace se produjo en el palacio de Schönbrunn, con asistencia del emperador y otros príncipes de la familia de los contrayentes. El día antes de la ceremonia, un incendio había destruido el ajuar de la novia, incluyendo su vestido de boda, eso le había creado serías dudas a Isabel sobre casarse.
Tras la luna de miel en Gales, París y Argel, el matrimonio se separó. A pesar de que en un inicio la corte bávara anunció que habría divorcio, pero no nulidad, el matrimonio sería anulado el 5 de marzo de 1913 por la Santa Sede sobre la base de no haberse consumado el matrimonio.
Tras el fracaso de su matrimonio y hasta el fin de la I Guerra Mundial fue enfermera bajo el nombre de Hermana Ermengarda. Comenzó su trabajo en un hospital de campaña cerca del frente oriental en Jaroslau. Fue conocida por su coraje pues permaneció en esta ciudades con los heridos del ejército austrohúngaro incluso bajo el fuego enemigo. Continuó su trabajo en Cracovia, pero tuvo que abandonarlo al caer enferma y solo bajo prescripción médica. Fue ingresada en el Rudolfinerhaus de Viena, reincorporándose a su trabajo de enfermera en el frente en cuanto estuvo recuperada. Durante este período tuvo una relación con un cirujano al que conoció en el frente llamado Pablo Alberto, intentaron casarse pero el viejo Káiser lo prohibió. Isabel permaneció por el resto de su vida soltera y sin hijos. 
Por su parte, Jorge de Baviera sería ordenado sacerdote y se trasladaría a vivir a Roma, llegando a ser canónigo de la Basílica de San Pedro y bibliotecario de esta, muriendo en 1943. 
Después de la Primera Guerra Mundial y el colapso del Imperio austrohúngaro, Isabel viviría con su dama de compañía Berta Reuss. 
En 1960, por motivos de salud se trasladaría a vivir a las orillas del lago de Ginebra en Suiza. Moriría en 1973 en la localidad de La Tour-de-Peilz. Por su voluntad fue enterrada cerca de su hermana María Cristina en Anholt.

## Títulos y órdenes

### Títulos
- Su Alteza Imperial y Real la archiduquesa Isabel María de Austria, princesa real de Hungría y Bohemia.[4][1]

### Órdenes

#### Imperio austrohúngaro
- Dama de primera clase de la Orden de la Cruz Estrellada.[4][1]
- Condecorada con la Medalla de Honor por Servicios a la Cruz Roja (de plata) con decoración de Guerra (Ehrenzeichen für Verdienste um das Rote Kreuz mit Kriegsdekoration).[1]

#### Extranjeras
- Dama de la Orden de las Damas Nobles de la Reina María Luisa.[5] (31 de marzo de 1913,  España)
- Condecorada con la Medalla de la Cruz Roja (Rote Kreuz-Medaille) de primera y tercera clase.[1] ( Reino de Prusia, 1916)[6]